# چیستان (فیلم)
چیستان (انگلیسی: The Riddle) فیلمی است که در سال ۲۰۰۷ منتشر شد. از بازیگران آن می‌توان به وینی جونز، درک جاکوبی، جولی کاکس، ونسا ردگریو و جیسون فلمینگ اشاره کرد.